# Walter Schwimmer
Walter Schwimmer (ur. 16 czerwca 1942 w Wiedniu, zm. 12 marca 2025 w Klosterneuburgu) – austriacki polityk, prawnik i dyplomata, długoletni poseł do Rady Narodowej, w latach 1999–2004 sekretarz generalny Rady Europy.

## Życiorys
W 1964 ukończył studia prawnicze na Uniwersytecie Wiedeńskim. Pracował jako referent w jednym ze związków zawodowych, a w 1971 jako sekretarz ÖAAB, organizacji pracowniczej afiliowanej przy Austriackiej Partii Ludowej (ÖVP). W 1971 po raz pierwszy wybrany w skład Rady Narodowej, w niższej izbie austriackiego parlamentu zasiadał nieprzerwanie do 1999 jako poseł XIII, XIV, XV, XVI, XVII, XVIII, XIX i XX kadencji. W latach 90. był członkiem Zgromadzenia Parlamentarnego Rady Europy. Pełnił m.in. funkcję wiceprzewodniczącego klubu poselskiego ÖVP (1986–1994) i przewodniczącego wiedeńskich struktur tego ugrupowania (1984–1994).
Od 1 września 1999 do 31 sierpnia 2004 pełnił funkcję sekretarza generalnego Rady Europy. Po zakończeniu kadencji zajął się działalnością doradczą w ramach europejskich think tanków. Został m.in. współprzewodniczącym World Public Forum „Dialogue of Civilizations”. W 2010 powołany na prezydenta prywatnego Uniwersytetu Megatrend w Belgradzie.
Odznaczony Odznaką Honorową za Zasługi dla Republiki Austrii (Wielką Złotą na Wstędze, Wielką Srebrną z Gwiazdą i Wielką Złotą), Kawalerią Legii Honorowej, Krzyżem Wielkim Orderu Gwiazdy Rumunii, Orderem Zasługi Republiki Włoskiej II klasy.